# ビジネスネーム
ビジネスネームは、仕事上で使われる戸籍上の本名とは別の名前のこと。businessとnameを組み合わせた和製英語
。芸名やペンネームもビジネスネームの一つであり、屋号・商号としてつかうことができる。

## 概要
ビジネスネームは、インターネット時代における個人情報保護や、クレーマーから従業員を保護するため・知名度を向上させる・旧姓のままで仕事をするため・公私の区切りをつけるためなど、さまざまな理由から利用されている。インターネットのアンケートでは、4人に1人・25%がビジネスネームを使った経験があると答え、比率は男性45%・女性55%となっている。中には、社員全員がビジネスネームを名乗ることになっている会社もある。
契約者本人を識別できる名前であれば契約書でもビジネスネームは有効であり、法的に問題はない。ただし、公的機関の書類にはビジネスネームは使えない。取引先に混乱をきたす場合もあるため、契約書にビジネスネームを用いる場合は本名を併記する方がよい。また、フリーランス・個人事業主においてはビジネスネームは屋号・商号として扱うことができ、裁判等の公的書類で、ビジネスネーム（屋号）を示す場合「○○（屋号）こと○○（本名）」などと表記する

## ビジネスネームのルール
付け方には特に決まりはなく、自由につけることが出来る。登録などもなく、個人事業主であればすぐにでも名乗ることが出来る。ただし、公序良俗に背くような呼称・無関係な企業や団体と関連があるように誤認させるような紛らわしい呼称などは、一般常識の観点からも避けるべきである。

## 効果
メリット
- 個人情報を保護できる。
- 知名度向上
- 好きな名前が使える。
- 公私の切替が行える。

デメリット
- 公的機関の書類には使えない。
- 用いる名前を複数持つことは、取引相手に混乱をきたすおそれがある。